# Michael Sembello
Michael Sembello (Filadélfia, Pensilvânia, 17 de abril de 1954) é um cantor e músico estadunidense, vencedor de um Grammy e indicado para um Óscar.
Michael começou a carreira como guitarrista. Já trabalhou para nomes como Stevie Wonder, The Temptations, Michael Jackson, Diana Ross, Chaka Khan, George Benson, Barbra Streisand, Stanley Clarke, David Sanborn, e Donna Summer.
Em 1983, a canção "Maniac", do álbum Bossa Nova Hotel, fez parte da trilha sonora do filme Flashdance. No mesmo ano, a música foi premiada com um Grammy.
Sembello ainda trabalhou na banda sonora de vários filmes como Cocoon, Gremlins, Summer Lovers, The Monster Squad, Predator 2 e Independence Day. Nos últimos anos o cantor vem se dedicando à música oriental e à espiritualidade.
Sembello já gravou em seis idiomas e continua compondo, produzindo e lançando álbuns.

## Discografía

### Álbuns
- 1983: Bossa Nova Hotel – #80 USA
- 1986: Without Walls
- 1992: Caravan of Dreams
- 1997: Backwards in Time
- 2002: Ancient Future
- 2003: The Lost Years
- 2009: Moon Island

### Singles
- 1983: "Maniac" – #1 USA - #43 UK[3]
- 1983: "Automatic Man" – #34 USA
- 1985: "Gravity"
- 1986: "Tear Down The Walls"
- 1986: "Wonder Where You Are"
- 1992: "Heavy Weather"